# شورای سیاست داخلی ایالات متحده
شورای سیاست داخلی (DPC) مجمع اصلی است که توسط رئیس‌جمهور ایالات متحده برای بررسی مسائل مربوط به سیاست داخلی و سیاست گذاری‌های ارشد، کابینه و مقامات کاخ سفید مورد استفاده قرار می‌گیرد. این شورا بخشی از دفتر توسعه سیاست است که خود در دفتر اجرایی رئیس‌جمهور ایالات متحده مستقر می‌باشد.
از زمان تأسیس شورا در سال ۱۹۹۳، تحت مدیریت رئیس‌جمهور بیل کلینتون، هدف آن هماهنگ‌کردن فرایند سیاست گذاری داخلی کشور است. هماهنگی مشاوره سیاست داخلی به رئیس‌جمهور؛ اطمینان حاصل شود که تصمیمات و برنامه‌های سیاست داخلی با اهداف اعلام شده رئیس‌جمهور مطابقت دارد و این اهداف به‌طور مؤثر دنبال می‌شوند. همچنین یکی دیگر از وظایف این شورا نظارت بر اجرای دستور کار سیاست داخلی رئیس‌جمهور می‌باشد.
شورای سیاست داخلی با شورای اقتصاد ملی که برای در نظر گرفتن سیاست اقتصادی رئیس‌جمهور استفاده می‌شود، متفاوت است. شورای سیاست داخلی بر موضوعات سیاست داخلی تمرکز دارد که موضوعات سیاست‌های اقتصادی را مستثنی می‌کند. شورا همچنین بازوی اصلی رئیس‌جمهور هنگام هماهنگی اقدامات سیاست داخلی در سراسر قوه مجریه است.
ریاست شورای سیاست داخلی برعهده دستیار رئیس‌جمهور در امور سیاست داخلی و مدیر شورای سیاست داخلی است.  از 20 ژانویه 2025، این سمت در اختیار وینس هیلی بوده است.

## تاریخ و مأموریت
شورای سیاست داخلی در ۱۶ اوت ۱۹۹۳ با فرمان اجرایی 12859 در زمان پرزیدنت کلینتون تأسیس شد. اولین مدیر شورای سیاست داخلی کارول راسکو بود که در سال ۱۹۹۳ توسط کلینتون منصوب شد. شورا بر توسعه و اجرای دستور کار سیاست داخلی رئیس‌جمهور نظارت می‌کند و هماهنگی و ارتباط بین رؤسای دفاتر و آژانس‌های فدرال مربوطه را تضمین می‌کند.
قبل از ایجاد شورای اقتصاد ملی، ستاد سیاستگذاری اقتصادی از دهه ۱۹۶۰ وجود داشت. پرزیدنت لیندون جانسون یک دستیار ارشد را برای توسعه و سازماندهی سیاست داخلی، که سیاست اقتصادی شامل آن می‌شد، منصوب کرد. در سال ۱۹۷۰، رئیس‌جمهور ریچارد نیکسون فرمان اجرایی صادر کرد که دفتر توسعه سیاست را ایجاد کرد. پرزیدنت کلینتون مسئولیت‌های شورای سیاست داخلی را به شورای اقتصاد ملی تقسیم کرد.
این شورا متشکل از مقامات مختلف کابینه است که به رئیس‌جمهور در مورد مسائل و موضوعات سیاست داخلی مشاوره می‌دهند.

## دستیاران رئیس‌جمهور در امور سیاست داخلی
| تصویر      | صاحب دفتر                | شروع ترم       | پایان ترم      | رئیس‌جمهور         |
| ---------- | ------------------------ | -------------- | -------------- | ----------------- |
|            | جو کالیفانو              | ۲۶ ژوئیه ۱۹۶۵  | ۲۰ ژانویه ۱۹۶۹ | لیندون بی جانسون  |
|            | پت مونیهان Urban Affairs | ۲۳ ژانویه ۱۹۶۹ | ۴ نوامبر ۱۹۶۹  | ریچارد نیکسون     |
|            | جان ارلیچمن              | ۴ نوامبر ۱۹۶۹  | ۳۰ آوریل ۱۹۷۳  | ریچارد نیکسون     |
|            | ملوین لیرد               | ۱ مه ۱۹۷۳      | ۸ ژانویه ۱۹۷۴  | ریچارد نیکسون     |
|            | کنت ریس کول جونیور       | ۸ ژانویه ۱۹۷۴  | ۲۸ فوریه ۱۹۷۵  | ریچارد نیکسون     |
| جرالد فورد | کنت ریس کول جونیور       | ۸ ژانویه ۱۹۷۴  | ۲۸ فوریه ۱۹۷۵  |                   |
|            | جیمز کانن                | ۲۸ فوریه ۱۹۷۵  | ۲۰ ژانویه ۱۹۷۷ |                   |
|            | استو آیزنستات            | ۲۰ ژانویه ۱۹۷۷ | ۲۰ ژانویه ۱۹۸۱ | جیمی کارتر        |
|            | خالی                     | ۲۰ ژانویه ۱۹۸۱ | ۲۰ ژوئن ۱۹۸۵   | رونالد ریگان      |
|            | رالف بلدسو               | ۲۰ ژوئن ۱۹۸۵   | ۳۰ مارس ۱۹۸۷   | رونالد ریگان      |
|            | کن کریب                  | ۳۰ مارس ۱۹۸۷   | ۲ دسامبر ۱۹۸۷  | رونالد ریگان      |
|            | دیوید مک اینتاش          | ۲ دسامبر ۱۹۸۷  | ۸ سپتامبر ۱۹۸۸ | رونالد ریگان      |
|            | دن کریپن                 | ۸ سپتامبر ۱۹۸۸ | ۲۰ ژانویه ۱۹۸۹ | رونالد ریگان      |
|            | راجر پورتر               | ۲۰ ژانویه ۱۹۸۹ | ۲۰ ژانویه ۱۹۹۳ | جورج اچ دبلیو بوش |
|            | کارول راسکو              | ۲۰ ژانویه ۱۹۹۳ | ۲۰ دسامبر ۱۹۹۶ | بیل کلینتون       |
|            | بروس رید                 | ۲۰ دسامبر ۱۹۹۶ | ۲۰ ژانویه ۲۰۰۱ | بیل کلینتون       |
|            | جان بریج لند             | ۲۰ ژانویه ۲۰۰۱ | ۳۰ ژانویه ۲۰۰۲ | جورج دبلیو بوش    |
|            | مارگارت اسپلگز           | ۳۰ ژانویه ۲۰۰۲ | ۵ ژانویه ۲۰۰۵  | جورج دبلیو بوش    |
|            | کلود آلن                 | ۵ ژانویه ۲۰۰۵  | ۹ فوریه ۲۰۰۶   | جورج دبلیو بوش    |
|            | کارل زین مایستر          | ۲۴ مه ۲۰۰۶     | ۲۰ ژانویه ۲۰۰۹ | جورج دبلیو بوش    |
|            | ملودی بارنز              | ۲۰ ژانویه ۲۰۰۹ | ۲ ژانویه ۲۰۱۲  | باراک اوباما      |
|            | سیسیلیا مونوز            | ۱۰ ژانویه ۲۰۱۲ | ۲۰ ژانویه ۲۰۱۷ | باراک اوباما      |
|            | اندرو برمبرگ             | ۲۰ ژانویه ۲۰۱۷ | ۲ فوریه ۲۰۱۹   | دونالد ترامپ      |
|            | جو گروگان                | ۲ فوریه ۲۰۱۹   | ۲۴ مه ۲۰۲۰     | دونالد ترامپ      |
|            | بروک رولینز Acting       | ۲۴ مه ۲۰۲۰     | ۲۰ ژانویه ۲۰۲۱ | دونالد ترامپ      |
|            | سوزان رایس               | ۲۰ ژانویه ۲۰۲۱ | ۲۶ مه ۲۰۲۳     | جو بایدن          |